# 金魚街

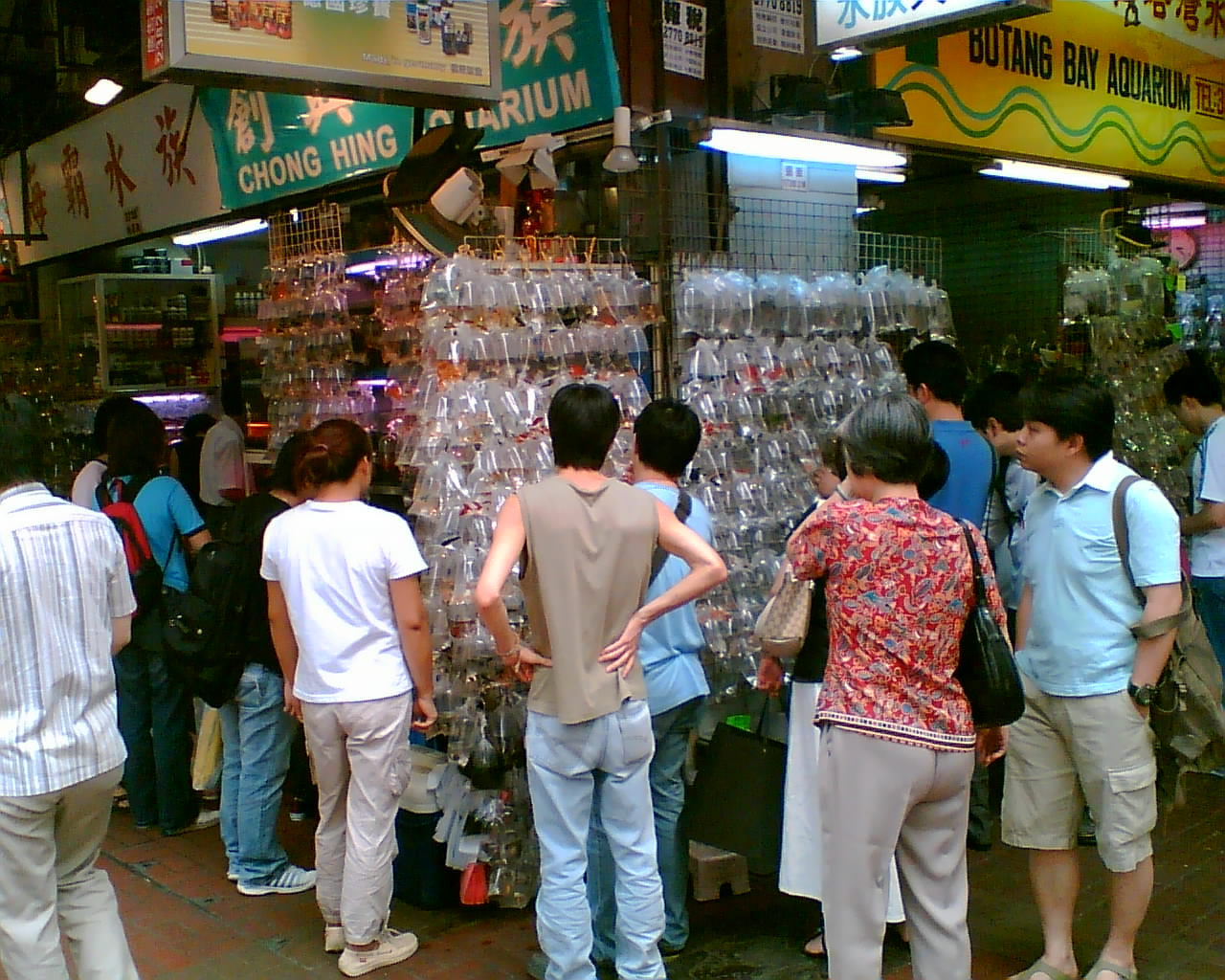
金魚街的人群

金魚街（英語：Goldfish Street）又稱金魚市場，位於香港油尖旺區，是旺角的一個觀光購物地點。該地點的位置為通菜街貫穿旺角道至水渠道／太子道西之一段。

## 歷史
1950年代起，油麻地火車站（鄰近今日的旺角東站）附近有很多小販販賣金魚和紅蟲，首個據點是比較陡斜的聯運街（首個露天的「天光墟」），80年代搬至火車站新擴建的公車總站，其後轉至界限街及花墟道一帶。
1970年代中期，金魚商販認為該處不准於白天販賣的規定不便，加上當時養魚的興起，使他們打算搬到固定的店鋪繼續經營。他們選擇了旺角道至水渠道的一段通菜街作為大本營。因為香港地小人多，所以金魚多年來依然以塑膠袋承載。

## 現況
2019年，金魚街開設了超過40間專營金魚專門店，吸引很多對養魚感興趣的人士到訪和購物。值得留意的是，金魚街一帶的商鋪，承繼了以前小販時的傳統，很早便會開門營業。
由於業主不斷加租，金魚街近50%金魚舖因不能抵受昂貴租金而結業或搬離